# Tjuonatjåkka
Tjuonatjåkka (nordsamiska: Čuonjáčohkka) är ett fjäll invid Torneträsk i Kiruna kommun. Den högsta toppen är 1554 meter hög. Tillsammans med Nissuntjårro utgör Tjuonatjåkka den välkända dalgången Lapporten.